# Градиште (Горње Гадимље)
Градиште је археолошки локалитет који се налази у месту Горње Гадимље, општина Липљан. Локалитет се налази на западној падини планине Жеговац, где су откривени енеолитски и културни слојеви старијег гвозденог доба. 
У питању је утврђено насеље које је током енеолита више пута обнављано. Од покретних налаза отркивена је керамика. Орнамент су канелуре и урези, као и »графитна техника«. Млађем слоју припада керамика која је вероватно импорт из Грчке.